# 全国地域人権運動総連合
全国地域人権運動総連合（ぜんこくちいきじんけんうんどうそうれんごう）は、部落解放運動の流れを汲む日本の人権団体である。略称全国人権連（ぜんこくじんけんれん）。ただし大阪府連合会では人権連という名称を使用せず、民権連（正式名称：民主主義と人権を守る府民連合）と名乗っている。現在の議長は丹波正史。

## 概要
2004年4月3日に全国部落解放運動連合会（全解連）の終結大会を受け、翌2004年4月4日に「部落解放運動の発展的転換」を標榜して新たに発足した。現在、24都道府県に地方組織を設置している。全解連が組織を持っていた都府県よりも少ないのは、全解連の解散後、地域人権連の組織が結成されていない県もあるためである。
「部落問題解決の4つの指標である、格差是正、偏見の克服、自立、自由な社会的交流」は「基本的に達成された」という立場を採り、部落解放同盟（解同）を「部落解放運動の伝統を踏みにじり、差別をネタに利権をねらう暴力・無法・利権集団」と規定している。そのような立場から、部落問題については「『解同問題』に終止符を打たなければ完全な解決は実現できない」と主張している。
この主張をふまえ、解放同盟はもちろんのこと、部落差別の存在を取り上げる媒体への批判をしばしば行っている。
人権連は、2009年11月12日、東京で石倉康次を講師とした「同和問題セミナー」を開催。上記のような、部落差別が出版・報道で話題になることを「部落差別残存論の逆流現象」と位置づけた危機感によるもので、丹波正史議長は「差別は根強く残っている、差別は心の問題とする逆流現象、解決の現状を無視した論調が出版界にある」と批判した。
人権擁護法案については、同法案が「反差別」「反人権侵害」などの名目による思想統制や言論統制を招来し新たな人権侵害を生む危険性があるとの考え方から反対の立場を採ると同時に、人権擁護法案の問題点とされる部分を改めた「人権擁護法」の制定を求めている。会員規約では「思想、信条、政党支持、政治活動の自由」を謳っているが、実際には組織役員のほとんどは日本共産党員もしくはその同調者で占められ、日本共産党と協力関係にある。